# Zeugites
Zeugites és un gènere de plantes de la subfamília centotecòidia, família de les poàcies. Fou descrit per i publicat a The Civil and Natural History of Jamaica in Three Parts 341. 1756.
Comprèn unes 19 espècies distribuïdes a Centreamèrica, el nord de Sud-amèrica i la seva costa oest des de Colòmbia fins a Bolívia. Es tracta de plantes bisexuals, amb tija de 30 a 100 cm d'altura, fulles perennes de lanceolades a ovals. Flors obertes, sense inflorescència parcials i òrgans foliars.

## Descripció
Són plantes perennes; amb tiges primes i rastreres o robusts i erectes; planta monoica. Fulles generalment caulinars; lígula una membrana; pseudopecíols generalment ben desenvolupats; làmines lanceolades a ovades, aplanades, generalment primes, nervades transversalment. Inflorescència una panícula terminal, oberta, eix principal i branques sovint víscides; espiguetes bisexuals, pedicelades, solitàries, comprimides lateralment, amb 3-15 flòsculs dimorfs, unisexuals; gluma més curta que l'espigueta, amples, obtuses o truncades, sovint irregularment dentades o lobades, amb nervadures transversals conspícues, la superior generalment més estreta que la inferior; unió de la raquilla entre els flòsculs pistil·lats i estamenats generalment allargada; desarticulació per sota de les glumes i la base del flòscul estamenat inferior, els flòsculs estamenats caiguts com una unitat; flòscul més inferior pistil·lat; lema ampla, generalment obtusa, pàlea una mica més llarga o una mica més curta que la lema; lodícules 2, truncades, vascularitzades; estils 2, els estigmes plumbosos; flòsculs superiors estamenats 2-14, generalment més estrets que el flòscul pistil·lat, aguts o sub-obtusos, pàlea gairebé tan llarga com la lema, estams 3. Fruit una cariopsi; embrió 1/4-1/3 la longitud de la cariopsi, fil puntejat.

## Taxonomia
| - Zeugites americana Willd. - Zeugites capillaris (Hitchc.) Swallen - Zeugites colorata Griseb. - Zeugites galeottiana Hemsl. - Zeugites hackelii Swallen - Zeugites haitensis Urb. - Zeugites haitiensis Urb. - Zeugites hartwegi I.Fourn. - Zeugites hintoni Hartley - Zeugites hintonii Hartley - Zeugites inversus Tenório | - Zeugites jamaicensis Raeusch. - Zeugites latifolia Hemsl. - Zeugites mexicana (Kunth) Trin. exSteud. - Zeugites munroana Hemsl. - Zeugites panamensis Swallen - Zeugites pittieri Hack. - Zeugites pringlei Scribn. - Zeugites rostrata Tenório - Zeugites sagittata W.Hartley - Zeugites smilacifolia Scribn. |